# Eupegylis confusa
Eupegylis confusa is een keversoort uit de familie bladsprietkevers (Scarabaeidae). De wetenschappelijke naam van de soort is voor het eerst geldig gepubliceerd in 1892 door Duvivier.